# Гейлі Лу Річардсон
Гейлі Лу Річардсон (англ. Haley Lu Richardson; нар. 7 березня 1995, Фінікс , Аризона, США) — американська акторка і танцюристка.

## Біографія
Народилася в Фініксі, США. Її батько Форрест Л Річардсон (англ. Forrest L. Richardson) — архітектор полів для гольфу, а мати Валері — професійна маркетологиня і графічна дизайнерка. Займалася гімнастикою в юні роки. З 2001 по 2011 була головною танцюристкою в Cannedy Dance Company, що розташована в її рідному місті. У 2011 переїхала до Лос-Анджелеса.

## Кар'єра
Телевізійна кар'єра Річардсон включає епізодичні ролі у серіалах «Потанцюймо», «Рейвенсвуд», «Шлях до одужання».
У фільмах виконала головні ролі у «Останні з виживших», «Бронза».

## Особисте життя
Кілька років зустрічається з Бреттом, також актором.

## Фільмографія

### Фільми
| Рік  | Назва                       | Оригінальна назва     | Роль           | Примітки        |
| ---- | --------------------------- | --------------------- | -------------- | --------------- |
| 2012 |                             | Meanamorphosis        | Кемерон        | короткометражка |
| 2012 |                             | Christmas Twister     | Кейтлін        | телефільм       |
| 2013 |                             | Escape from Polygamy  | Джуліна        | телефільм       |
| 2014 | «Останні з виживших»        | The Last Survivors    | Кендал         |                 |
| 2014 |                             | The Young Kieslowski  | Леслі Моллард  |                 |
| 2015 | «Бронза»                    | The Bronze            | Меггі          |                 |
| 2015 | «Слідкуй»                   | Follow                | Вів            |                 |
| 2016 | «Майже сімнадцять»          | The Edge of Seventeen | Кріста         |                 |
| 2016 | «Спліт»                     | Split                 | Клер           |                 |
| 2017 | «Колумбус»                  | Columbus              | Кесі           |                 |
| 2018 | «Підтримайте дівчат»        | Support the Girls     | Мейсі          |                 |
| 2018 | «Операція „Фінал“»          | Operation Finale      | Сильвія Герман |                 |
| 2018 | «Супроводжуюча»             | The Chaperone         | Луїза Брукс    |                 |
| 2019 | «За крок один від одного»   | Five Feet Apart       | Стелла Грант   |                 |
| 2021 | «Після Янґа»                | After Yang            | Ада            |                 |
| 2023 | «Кохання з першого погляду» | Love at First Sight   | Гедлі Салліван |                 |

### Серіали
| Рік       | Назва                                 | Оригінальна назва                 | Роль                      | Примітки                           |
| --------- | ------------------------------------- | --------------------------------- | ------------------------- | ---------------------------------- |
| 2012      | «Готовий до боротьби»                 | Up in Arms                        | танцюристка / хореографка | Епізод: "Flash Mob Parody Special" |
| 2013      | «Потанцюймо»                          | Shake It Up                       | танцюристка               | Епізод: "Quit It Up"               |
| 2013–2014 | «Рейвенсвуд»                          | Ravenswood                        | Тесс Гамільтон            | 5 епізодів                         |
| 2014      | «Незграбна»                           | Awkward                           | Маккензі                  | Епізод: "Sophomore Sluts"          |
| 2015      | «Закон і порядок: Спеціальний корпус» | Law & Order: Special Victims Unit | Дженна Девіс              | Епізод: "Decaying Morality"        |
| 2015      | «Твоя сім'я чи моя»                   | Your Family or Mine               | Мая                       | Епізод: "Pilot"                    |
| 2016      | «Шлях до одужання»                    | Recovery Road                     | Еллі Денніс               | 6 епізодів                         |
| 2019      | «Цнотлива Джейн»                      | Jane the Virgin                   | Еллі Денніс               | 2 епізоди                          |
| 2022      | «Білий лотос»                         | The White Lotus                   | Порша                     | 7 епізодів                         |